# Afrodrymadusa fallaciosa
Afrodrymadusa fallaciosa är en insektsart som först beskrevs av Pierre Adrien Prosper Finot 1894.  Afrodrymadusa fallaciosa ingår i släktet Afrodrymadusa och familjen vårtbitare. Inga underarter finns listade i Catalogue of Life.